# Dumog
Dumog er filippinsk brydning, der kan foregå med eller uden våben.[kilde mangler] Kastene er generelt lavere end traditionelle judokast.[kilde mangler] Trænes ofte som en del af arnis, escrima eller kali.[kilde mangler]
| Sport | Spire Denne artikel om sport er en spire som bør udbygges. Du er velkommen til at hjælpe Wikipedia ved at udvide den. |